# XI округ Парижа
11-й округ Парижа (11e arrondissement de Paris или Arrondissement de Popincourt) — один из 20 муниципальных округов Парижа. Назван в честь улицы Попенкур; в просторечии парижане называют его le onzième («одиннадцатый»).

## География

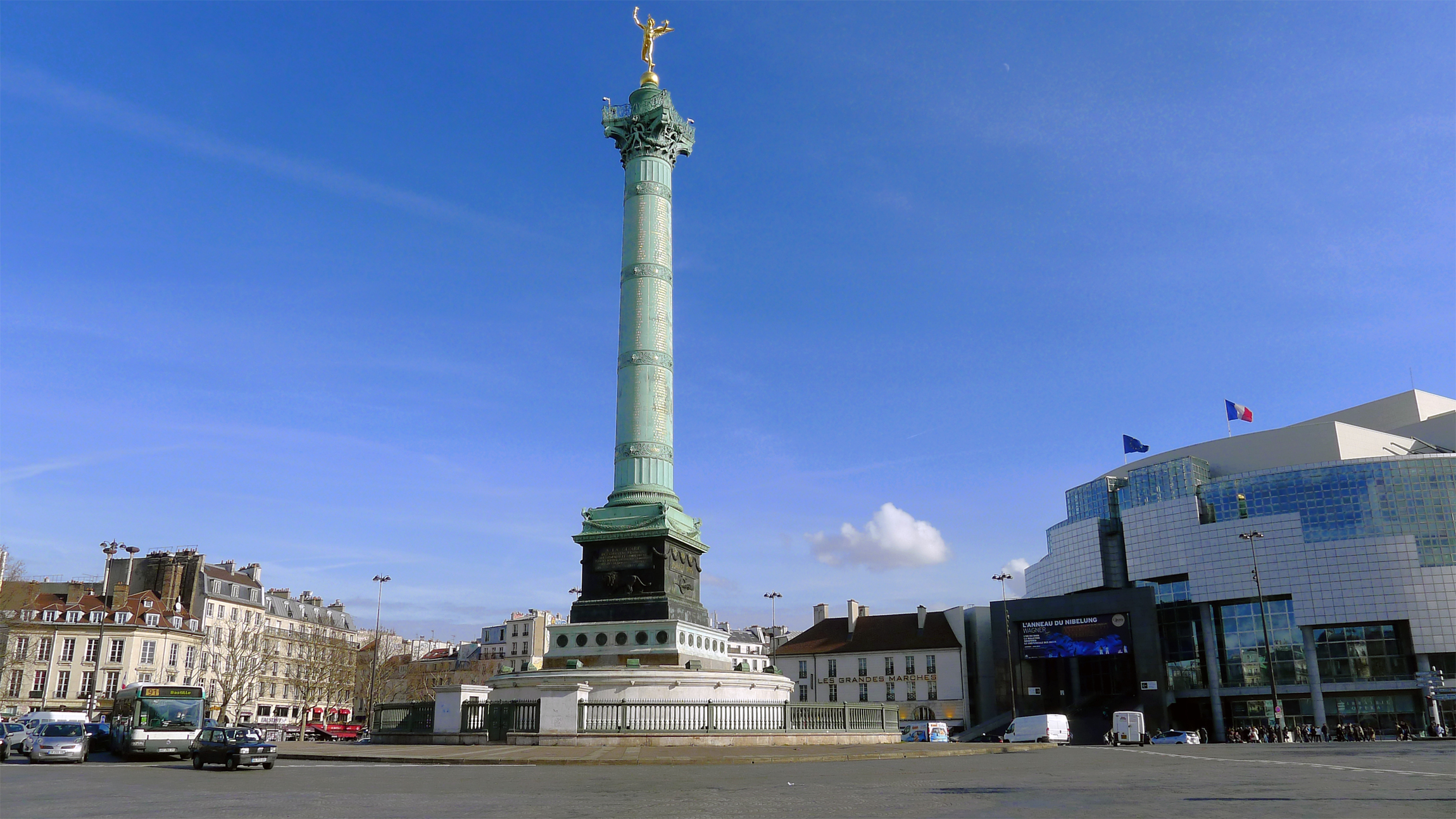
Площадь Бастилии с Июльской колонной

11-й округ расположен на правом берегу Сены, восточнее исторического центра Парижа. На востоке он граничит с 20-м округом, на западе — с 3-м и 4-м округами, на севере — с 10-м и 19-м округами, на юге — с 12-м округом. Площадь 11-го округа составляет 367 га.
Южную часть округа занимает исторический пригород Фобур-Сен-Антуан. В западной части пролегает канал Сен-Мартен, спрятанный под бульваром Ришар-Ленуар.

## История
Во второй половине XIV века вдоль западной границы нынешнего XI округа была построена крепостная стена Карла V. В конце XVIII века в восточной части XI округа была построена Стена генеральных откупщиков. В 1806 году было закрыто кладбище Сент-Маргерит. Во второй половине XIX века округ превратился в крупный центр мебельной и керамической промышленности.
Во второй половине XX века, благодаря наличию промышленных предприятий и ремесленных мастерских, округ привлёк значительное число трудовых иммигрантов, особенно турецкого и магрибского происхождения. Начиная с конца 1990-х годов многие кварталы округа подверглись джентрификации: на месте обветшалых зданий стали открываться офисы, магазины, рестораны, кафе и бары.  
В современной истории XI округ несколько раз становился ареной различных террористических актов: 3 сентября 1995 года на бульваре Ришар-Ленуар в результате взрыва бомбы ранения получили 4 человека; 7 января 2015 года в округе произошёл террористический акт в редакции Charlie Hebdo; 13 ноября 2015 года на территории округа произошёл теракт в концертном зале «Батаклан».

## Население

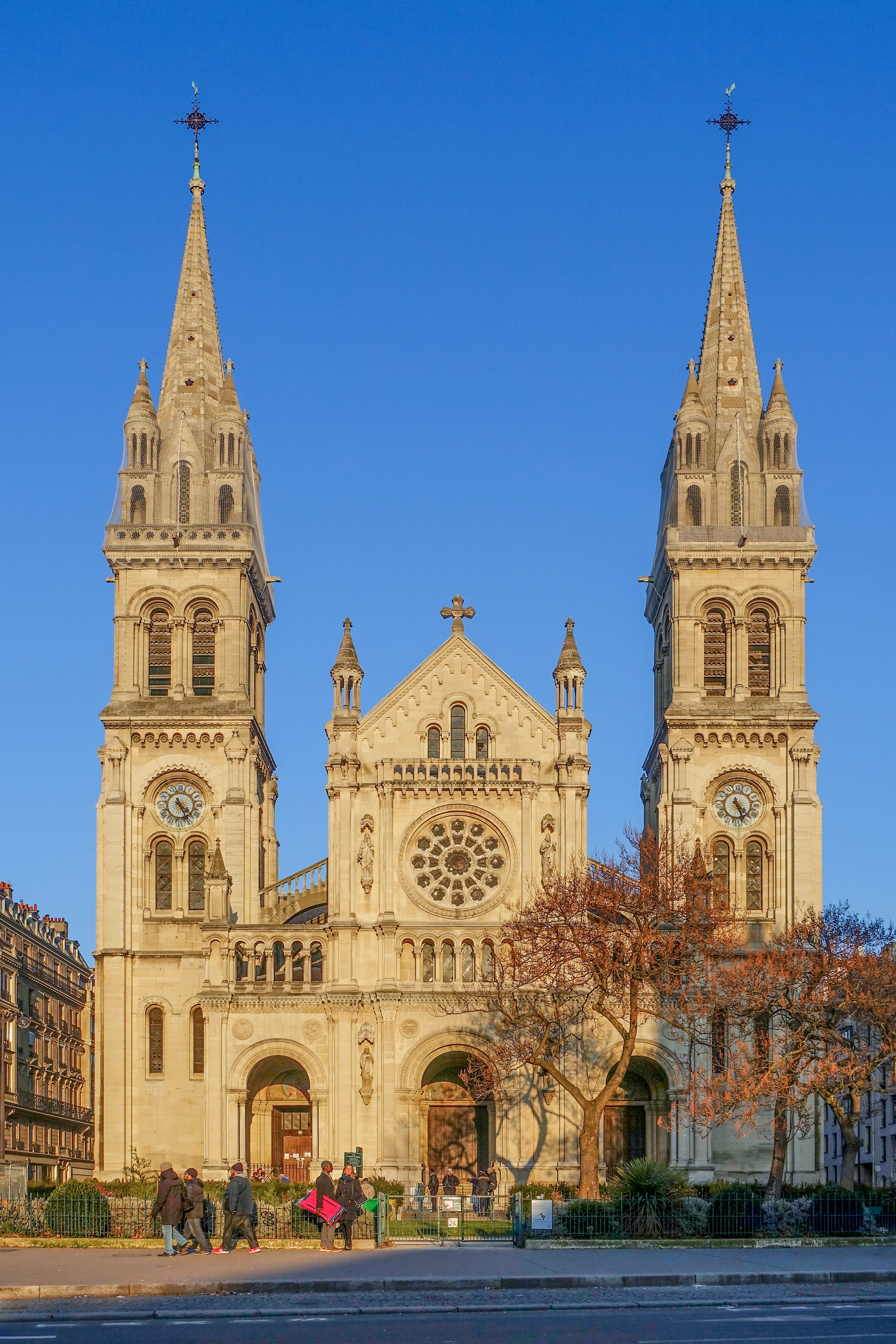
Церковь Сен-Амбруаз

По данным переписи населения 2005 года в 11-м округе Парижа проживало 150 500 человек при плотности 41 008 чел/км². Это составляло 7 % всего парижского населения. Таким образом, 11-й округ являлся одним из самых густонаселённых округов парижской агломерации.
В 2021 году численность населения 11-го округа составила 142 583 человек, плотность — 38 851 чел/км². В округе имеется значительная еврейская община; вдоль бульвара Бельвиль проживает большая азиатская община (китайцы, вьетнамцы, лаосцы, камбоджийцы).
На пересечении улиц Седен и Попенкур имеется квартал Китайский Сантье, в котором обосновались китайские оптовые торговцы тканями, бельём и одеждой. 
| Год  | Население | Плотность населения чел/км² |
| ---- | --------- | --------------------------- |
| 1911 | 242 295   | 66 092                      |
| 1962 | 193 349   | 52 741                      |
| 1968 | 179 727   | 49 025                      |
| 1975 | 159 317   | 43 458                      |
| 1982 | 146 931   | 40 079                      |
| 1990 | 154 165   | 42 053                      |
| 1999 | 149 102   | 40 672                      |

## Административное деление
Округ делится на четыре квартала:
- № 41 Фоли-Мерикур[фр.] (Quartier de la Folie-Méricourt)
- № 42 Сен-Амбруаз[фр.] (Quartier Saint-Ambroise)
- № 43 Рокетт[фр.] (Quartier de la Roquette)
- № 44 Сент-Маргерит[фр.] (Quartier Sainte-Marguerite)

## Органы местного управления

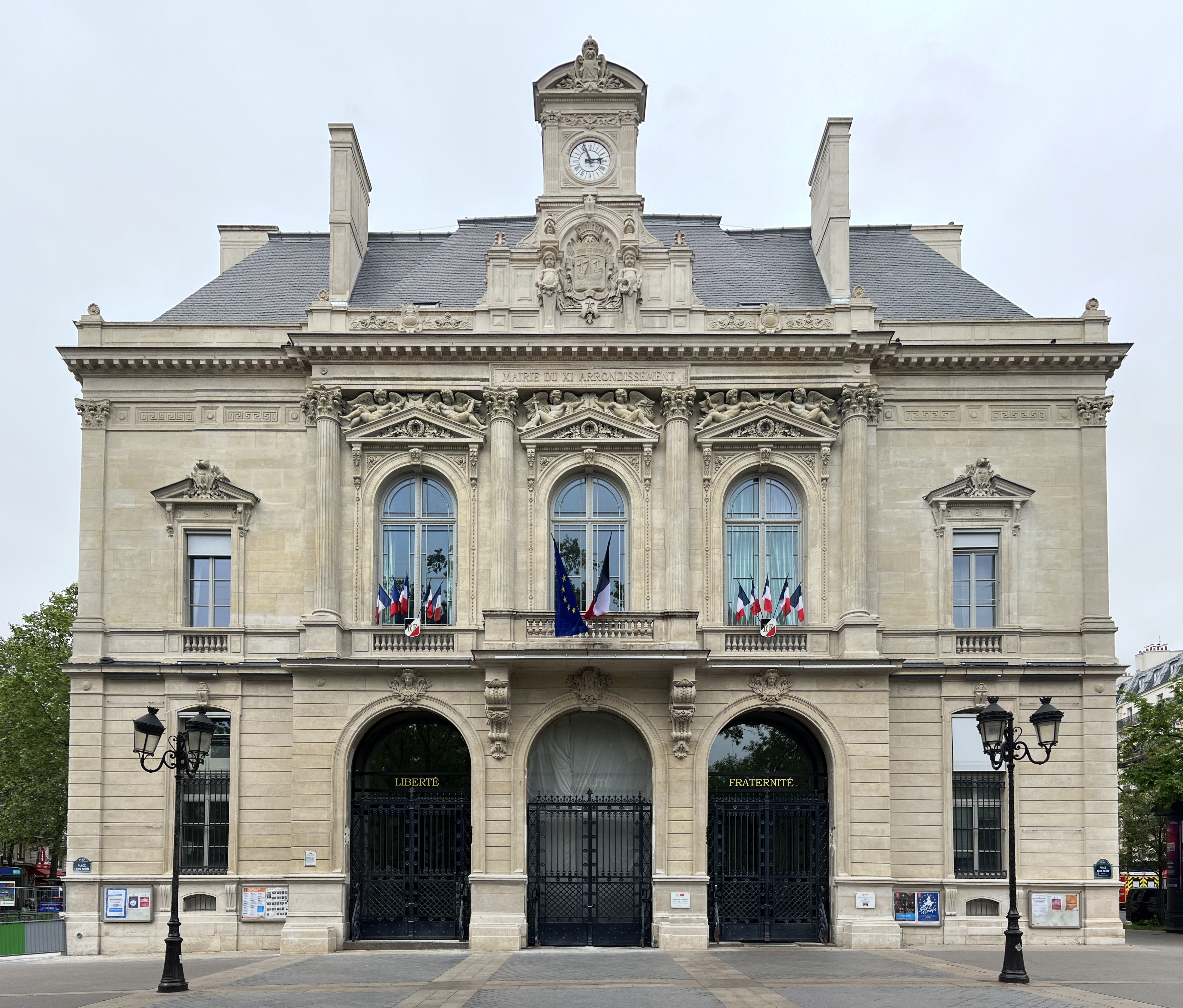
Мэрия XI округа

С 1995 года мэром округа являлся Жорж Сарр, представитель партии Республиканское и гражданское движение. В 2008 году мэром был избран социалист Патрик Блош. C 2014 года мэром является другой представитель Социалистической партии — Франсуа Воглен, переизбранный в 2020 году.
- Адрес мэрии: 12, площадь Леона Блюма[фр.].

## Государственные и дипломатические учреждения
- Генеральное консульство Алжира

## Экономика и транспорт

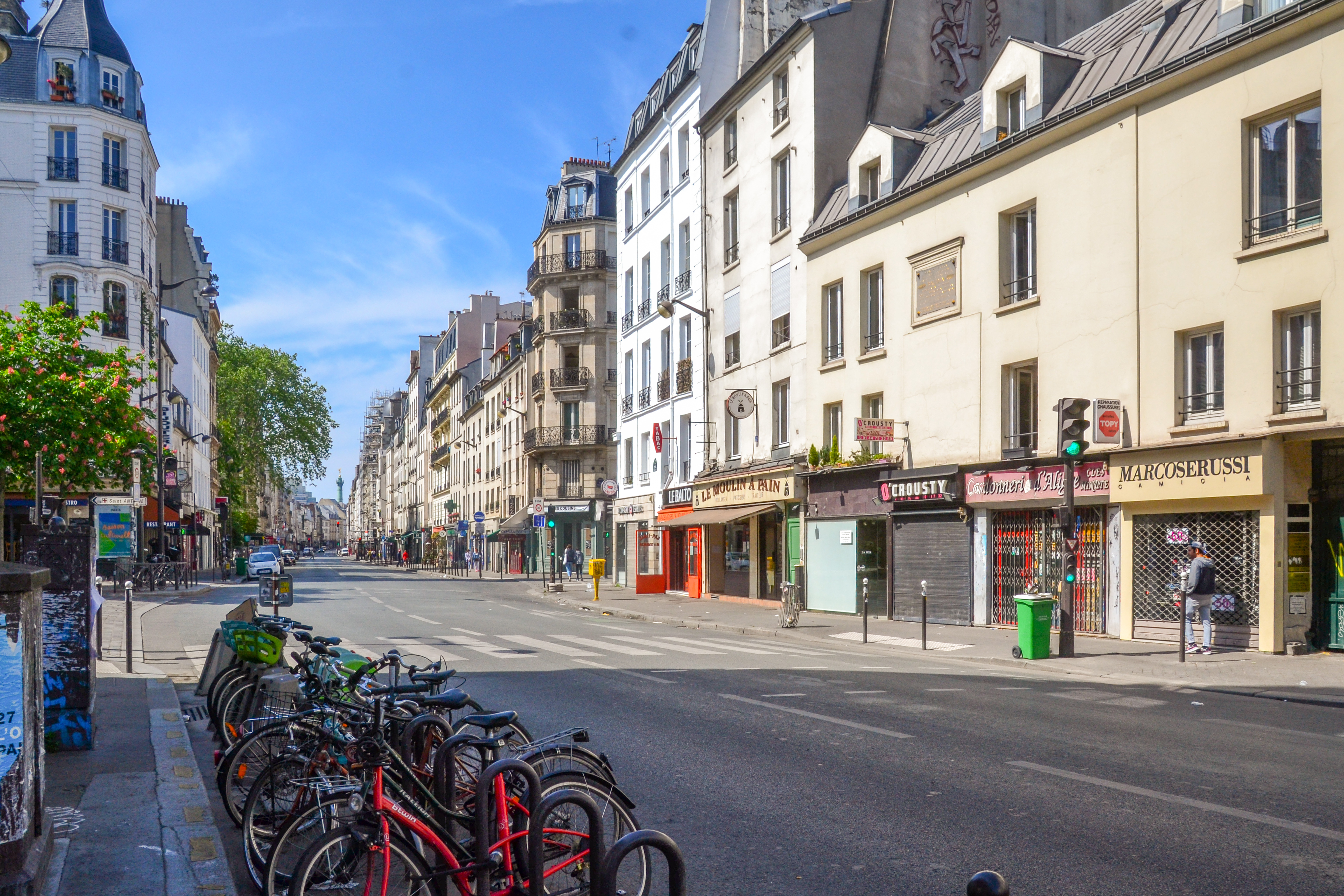
Улица Фобур-Сен-Антуан

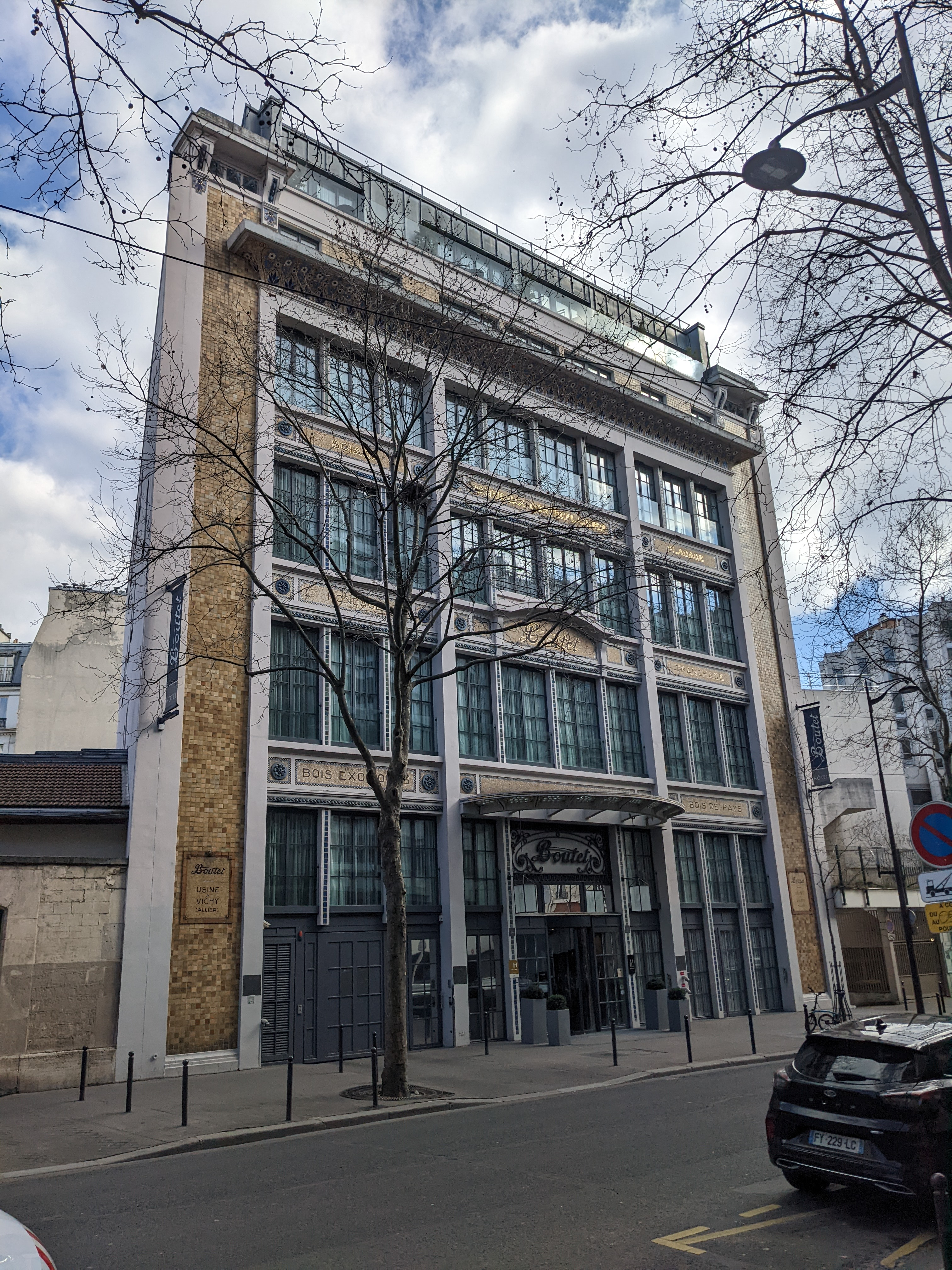
Отель Paris Bastille Boutet

В округе преобладает сфера услуг, в том числе розничная торговля, общественное питание, туризм, транспортные, медицинские, деловые и финансовые услуги (включая юридические, консалтинговые, бухгалтерские, инженерные, дизайнерские и образовательные услуги).
Оживлёнными коммерческими центрами являются площадь Бастилии и отходящие от неё бульвар Ришар-Ленуар и улицы Фобур-Сен-Антуан и Рокетт (вдоль них работает много кафе, ресторанов, ночных клубов, кинотеатров, магазинов и художественных галерей). Улица Оберкампф также является популярным районом ночной жизни. Вдоль бульвара Вольтера, проспектов Репюблик, Пармантье и Филипа Огюста, улицы Фобур-дю-Тампль расположены продовольственные и хозяйственные магазины, обслуживающие преимущественно местное население. 
В округе базируются объединение социальной защиты Groupe SOS, компания Comuto, управляющая платформой BlaBlaCar, образовательная компания Galileo Global Education, телекомпания Premières Lignes Télévision, книжные издательства Éditions Autrement, Éditions de l'Olivier, Premier Parallèle и Le Cavalier Bleu, производитель детских аудиоустройств Lunii, сеть магазинов Courir. Имеется несколько престижных отелей, в том числе Hôtel Paris Bastille Boutet, Crowne Plaza Paris Republique, Maison Bréguet, Le Petit Beaumarchais Hotel & Spa, Le Petit Oberkampf Hotel & Spa, Les Deux Girafes, Hôtel Fabric, Gabriel Paris и Le Général.

### Метрополитен
XI округ обслуживают следующие линии метрополитена:
- Линия 1
- Линия 2
- Линия 3
- Линия 5
- Линия 6
- Линия 8
- Линия 9
- Линия 11

### RER
Станция Насьон обслуживает линию A.

### Площади и улицы

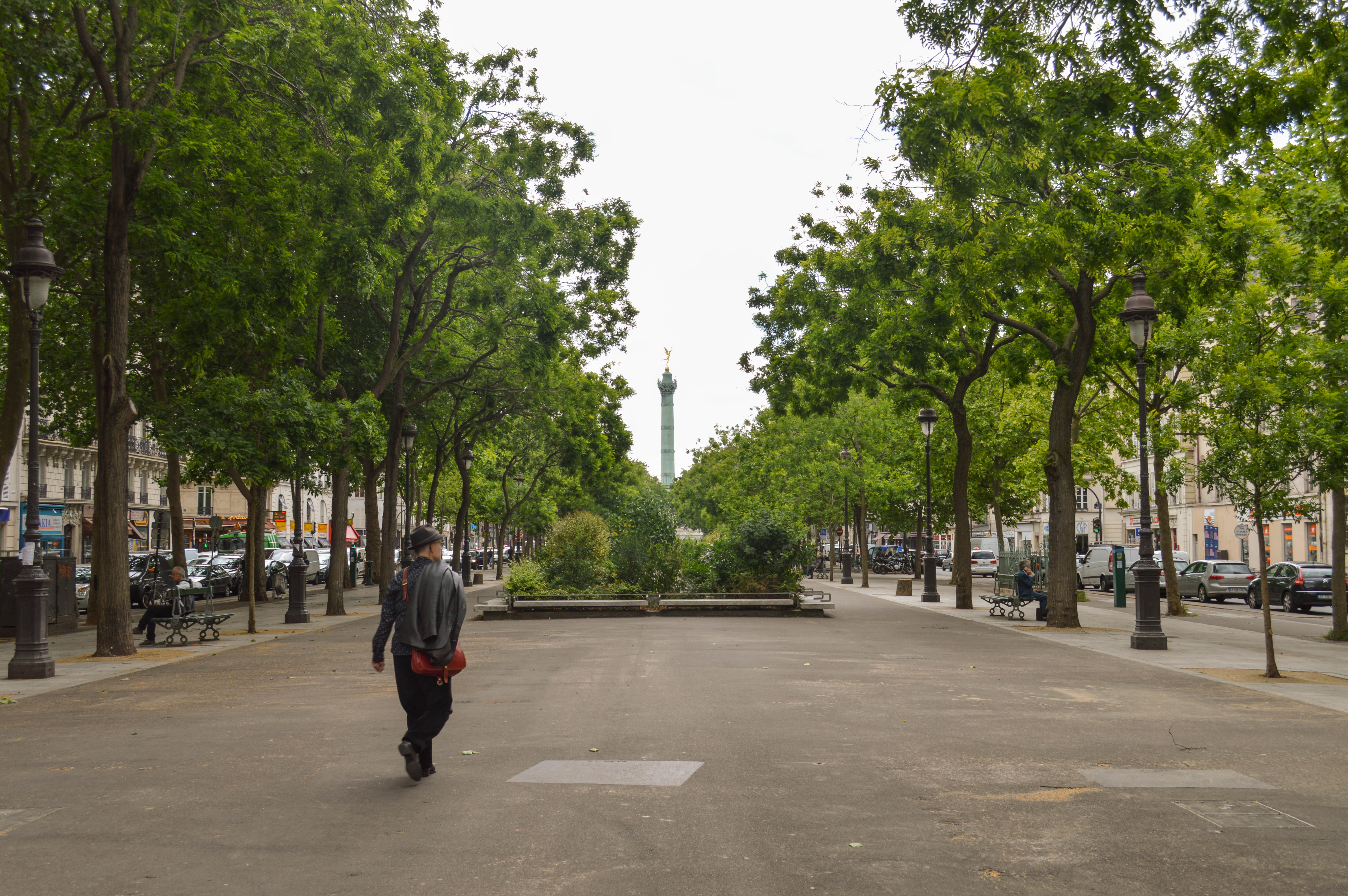
Бульвар Ришар-Ленуар

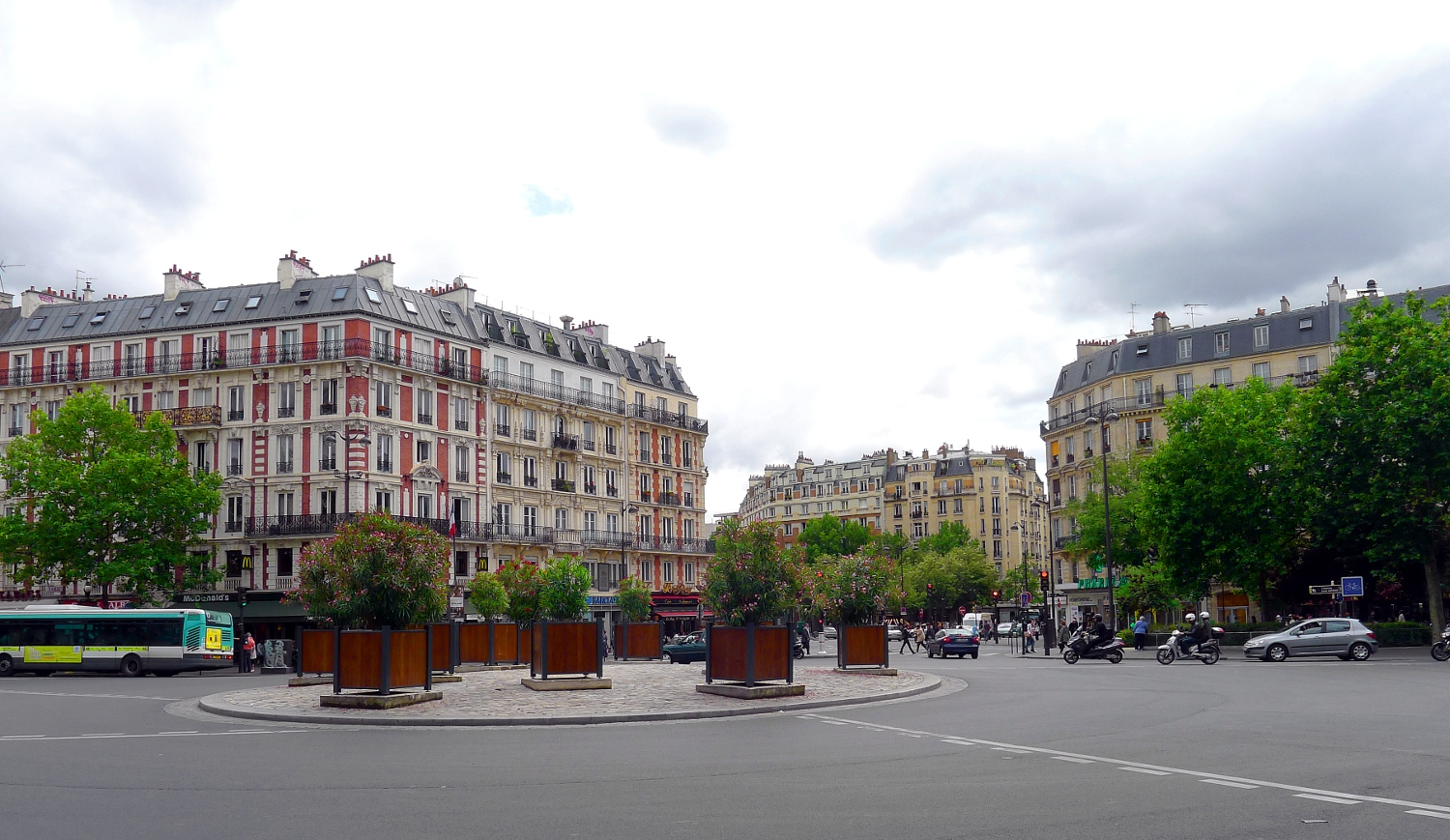
Площадь Леона Блюма

- Площадь Республики
- Площадь Бастилии
- Площадь Нации
- Площадь Леона Блюма
- Бульвар Бомарше
- Бульвар Фий-дю-Кальвер
- Бульвар Тампль
- Бульвар Ришар-Ленуар
- Бульвар Жюля Ферри
- Бульвар Вольтера
- Бульвар Бельвиль
- Бульвар Менильмонтан
- Бульвар Шаронн
- Авеню Пармантье
- Авеню Филипа Огюста
- Авеню Республики
- Авеню Тайбур

## Культура

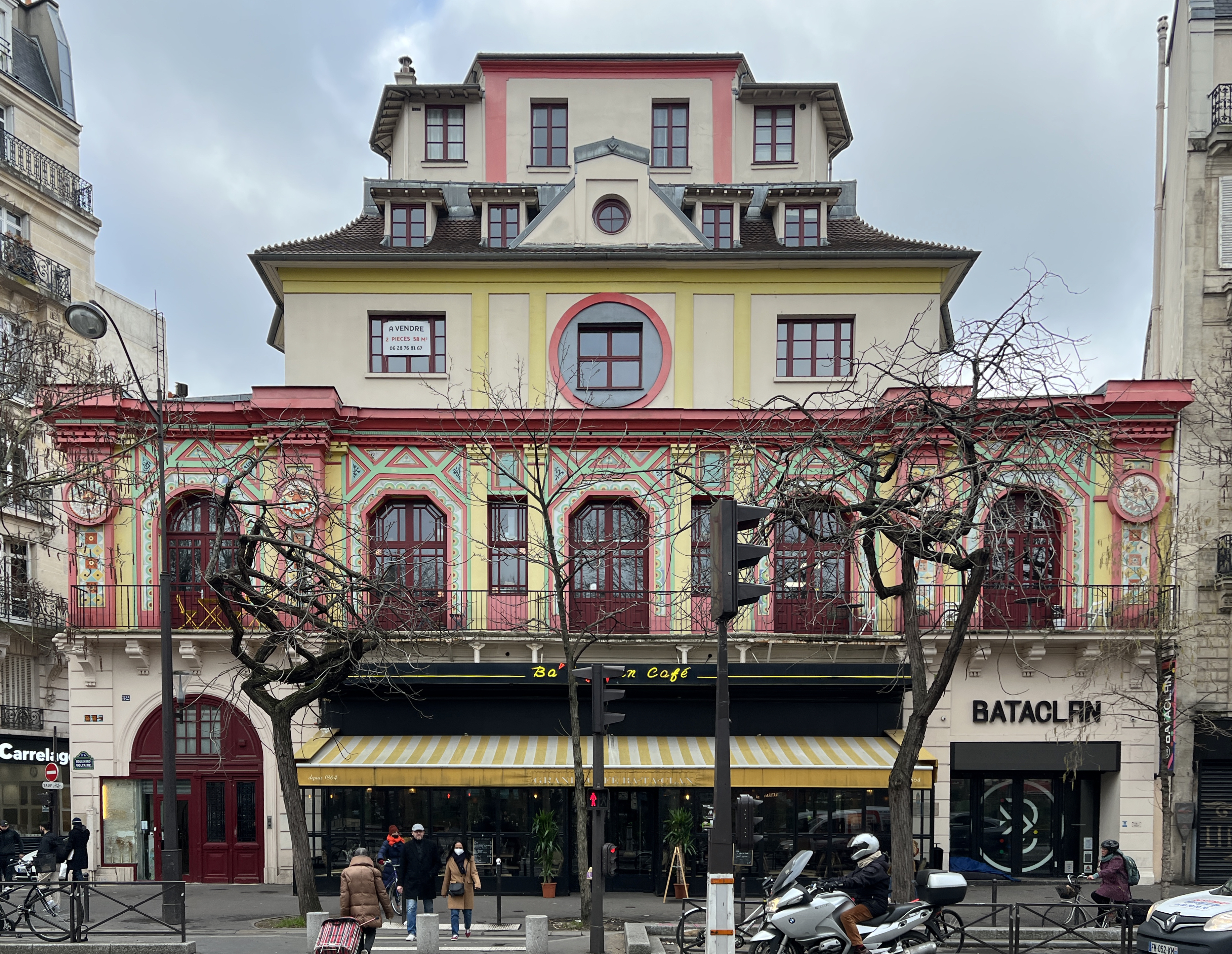
Батаклан

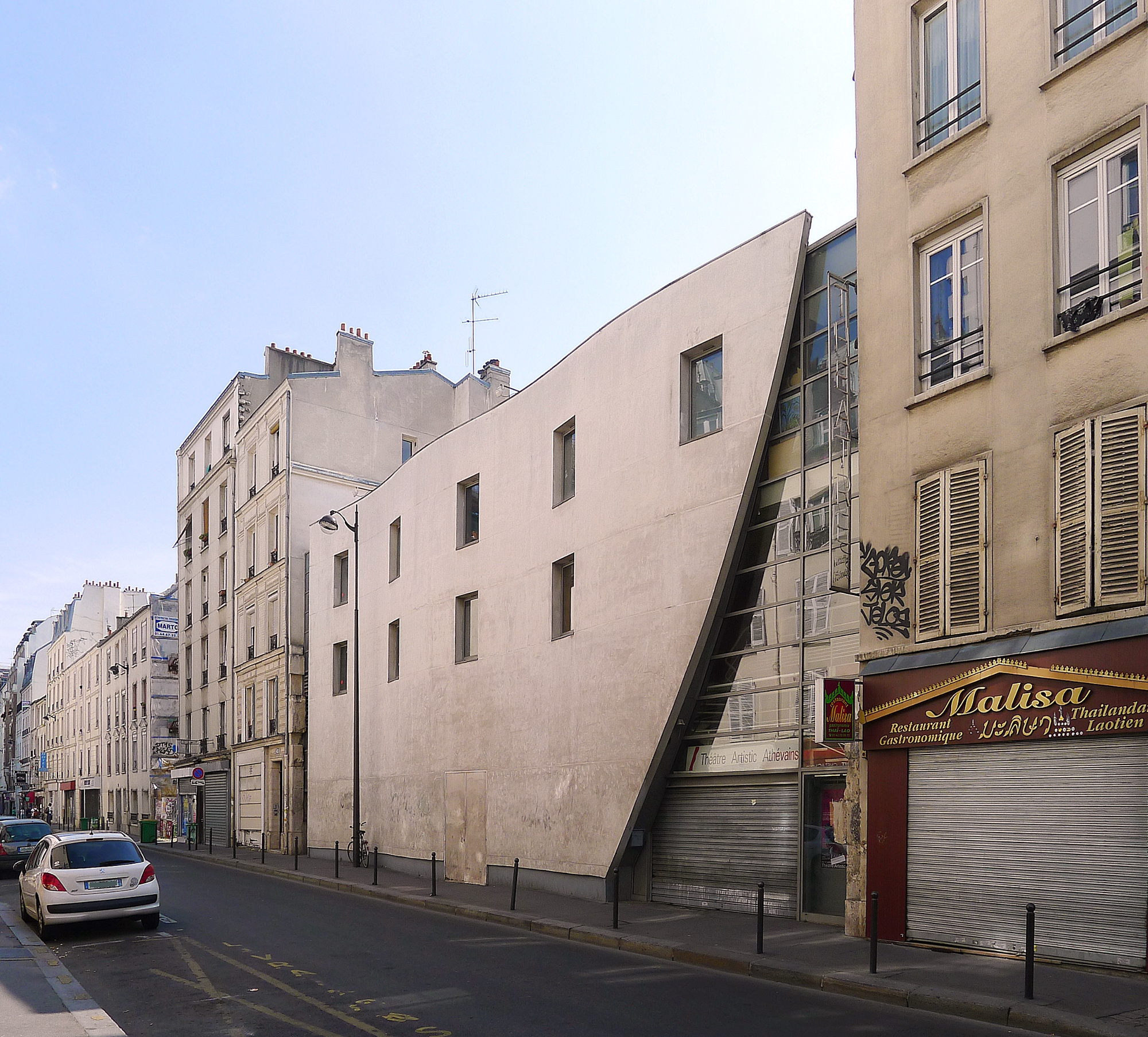
Artistic Théâtre

В XI округе расположено несколько известных музеев, библиотек, театров, концертных залов и культурных центров Парижа:
- Концертный зал Батаклан
- Концертный зал Зимний цирк[фр.]
- Концертный зал Зебра[фр.]
- Концертный зал Café de la Danse[фр.]
- Театр Комеди Бастий[фр.]
- Театр Стеклянный зверинец[фр.]
- Театр Бельвиль[фр.]
- Театр Бастилии[фр.]
- Artistic Théâtre[фр.]
- Театр времени[фр.]
- Музей Эдит Пиаф[фр.]
- Музей курения[фр.]
- Центр цифрового искусства Atelier des Lumières[фр.]
- Культурный центр Maison des métallos[фр.]

## Образование и наука
- Лицей Вольтера[фр.]
- Лицей Дориан[фр.]
- Высшая школа коммерции

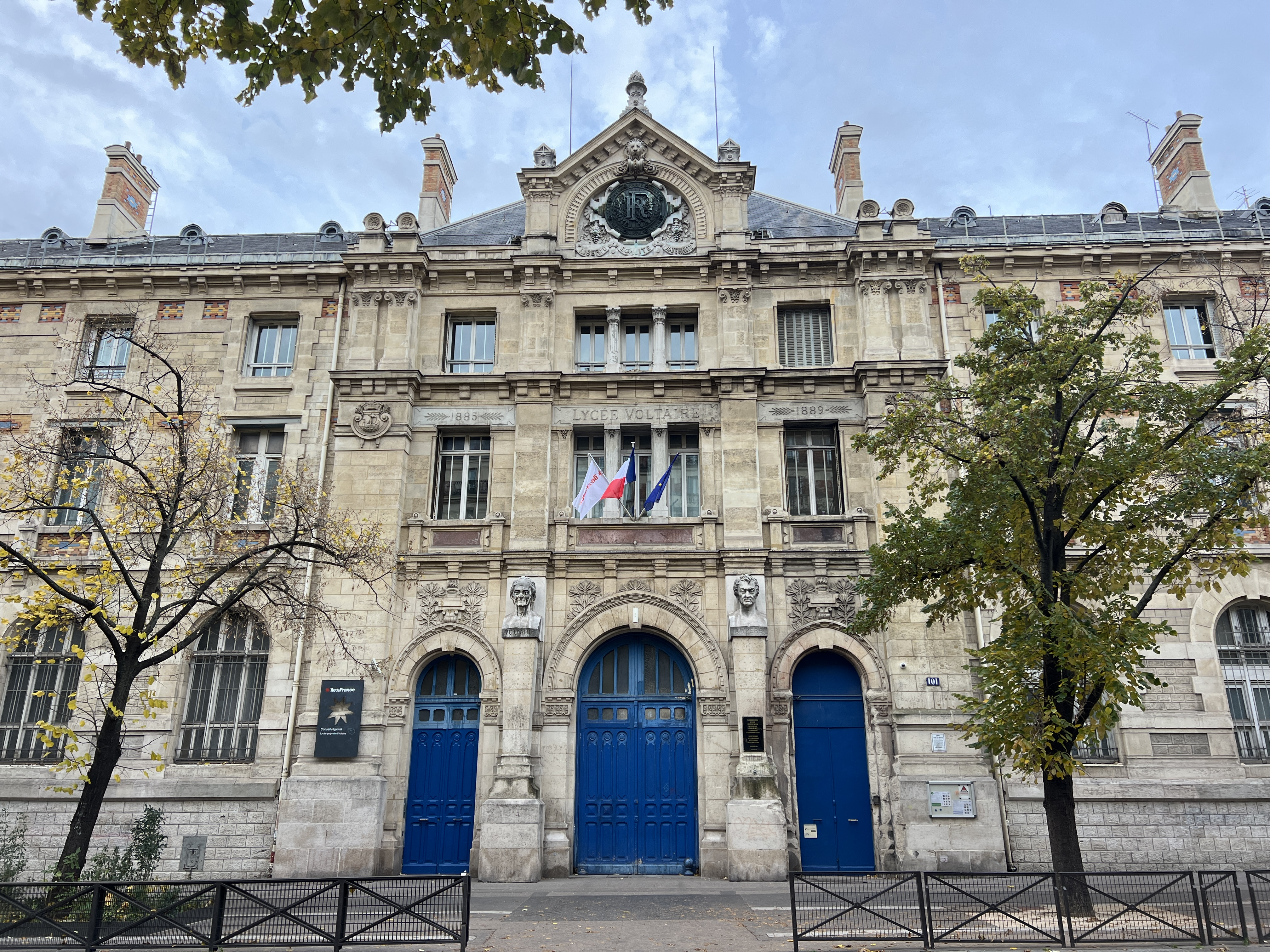
Лицей Вольтера

- Национальная высшая школа промышленного творчества[фр.]
- Школа дизайна Atelier Chardon Savard[фр.]
- Театральная школа Курсы Симона[фр.]
- Институт международных и стратегических отношений[фр.]
- Экологическая организация Климатическая фреска[фр.]

## Достопримечательности

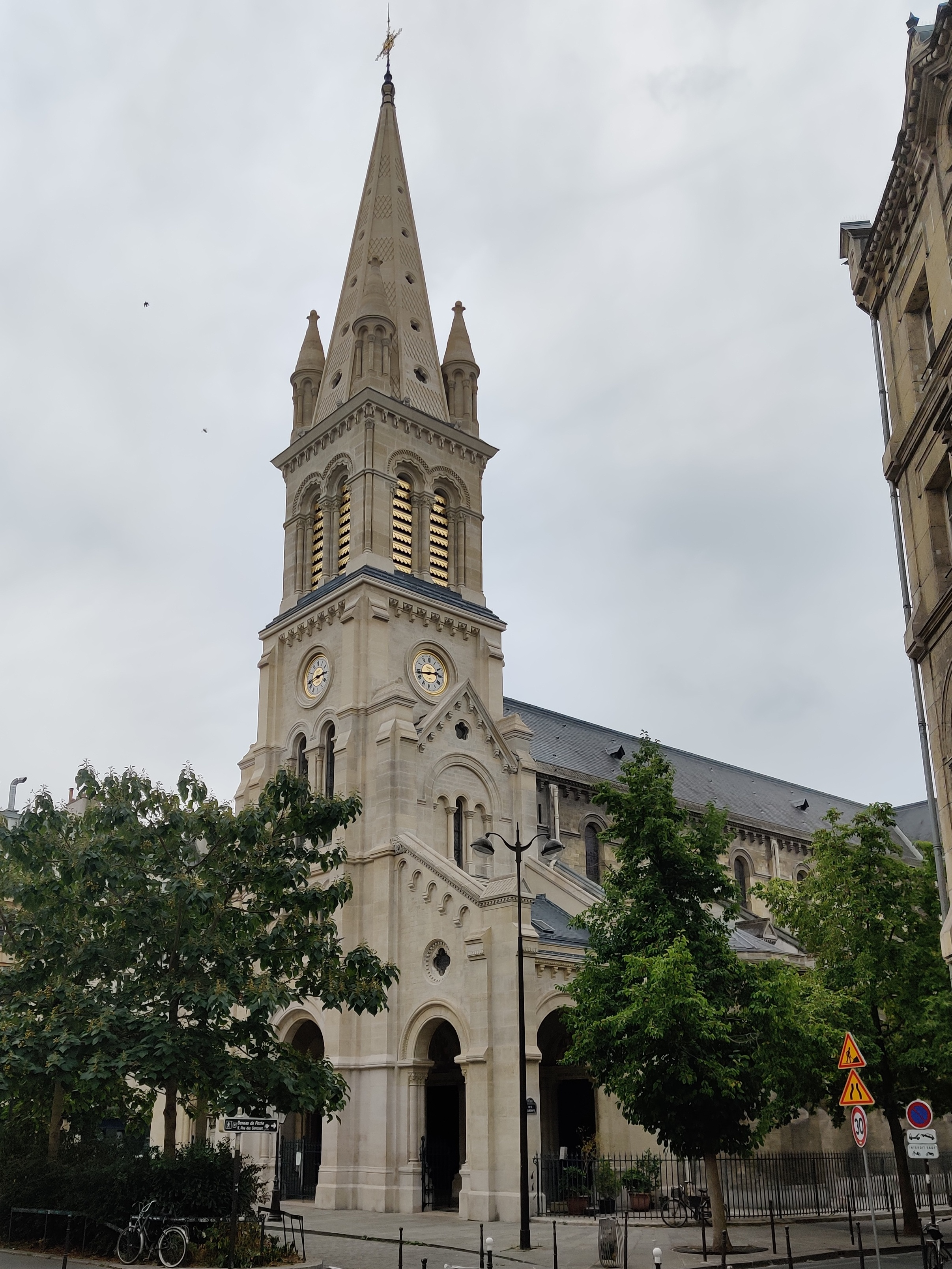
Церковь Сен-Жозеф-де-Насьон

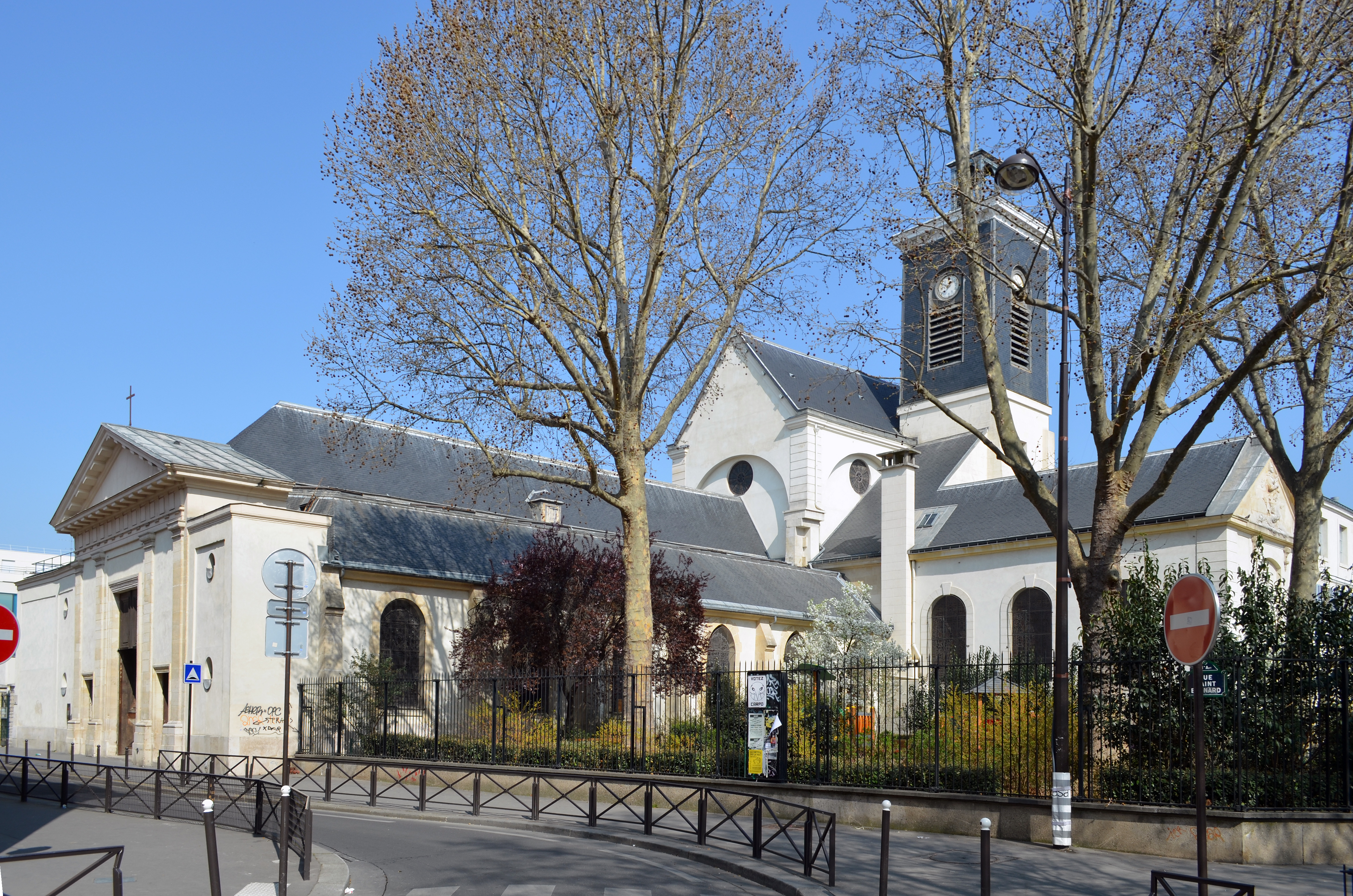
Церковь Святой Маргариты

### Храмы
- Базилика Богоматери Неустанной Помощи[фр.]
- Церковь Сен-Амбруаз
- Церковь Сент-Маргерит[фр.]
- Церковь Сен-Жозеф-де-Насьон[фр.]
- Церковь Доброго Пастыря[фр.]
- Церковь Нотр-Дам-д’Эсперанс[фр.]
- Монастырь Мадлен де Трейнель[фр.]
- Бенедиктинский приорат Бон-Секур[фр.]
- Лютеранская церковь Бон-Секур[фр.]
- Протестантский храм Фойе-де-л’Ам[фр.]
- Китайская протестантская церковь
- Синагога Рокетт[фр.]
- Синагога Адат Исраэль[фр.]
- Либеральная синагога Иль-де-Франс[фр.]
- Мечеть Омара

### Колонны и обелиски

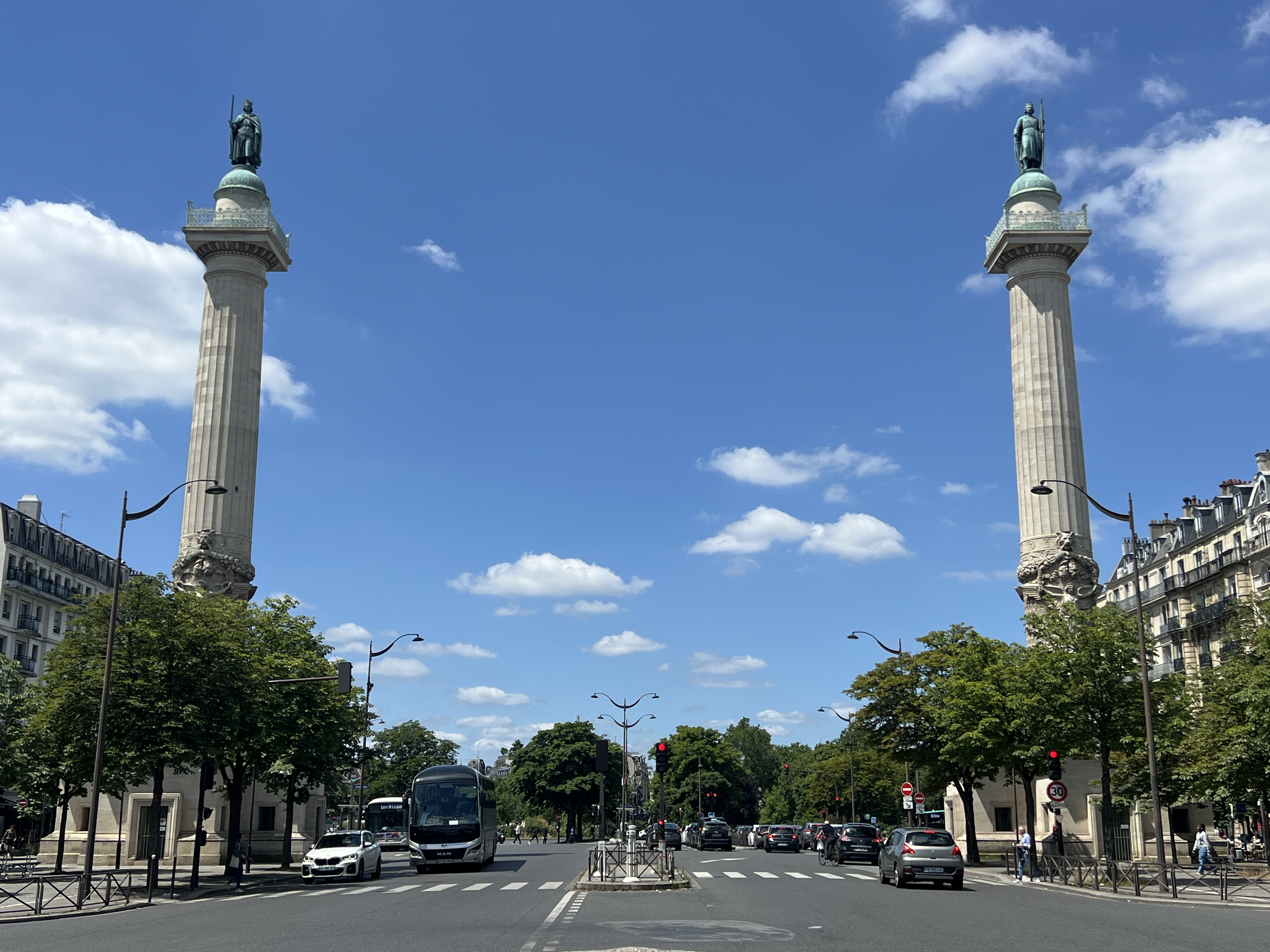
Тронная застава

- Июльская колонна
- Тронная застава[фр.]

### Парки и скверы

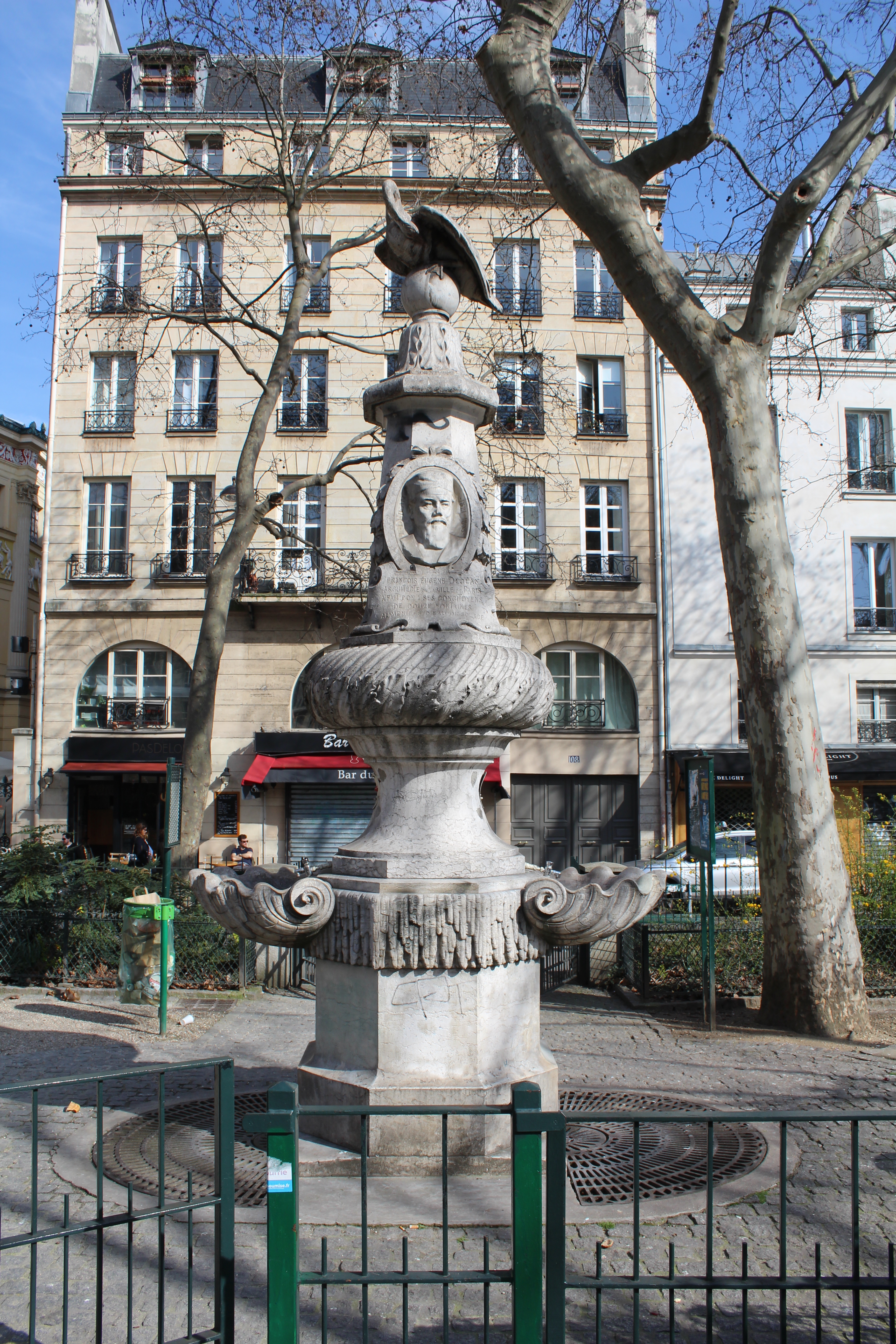
Фонтан Дежан

- Сквер Мориса Гардетта[фр.]
- Сквер Рокетт[фр.]
- Сквер Жюля Верна[фр.]
- Сквер Жюля Ферри[фр.]
- Сквер Луи Мажореля[фр.]
- Сквер Рауля Нордлинга[фр.]
- Сквер Кольбера[фр.]
- Сквер Доминика Бернара[фр.]
- Сквер Франсиса Лемарка[фр.]
- Сквер на площади Паделу[фр.]
- Сквер Ришар-Ленуара[фр.]
- Сад Эмиля Галле[фр.]
- Сад Пьер-Жозефа Редуте[фр.]
- Сад Мэй Пиккерей[фр.]
- Сад Фоли-Титон[фр.]
- Сад Дамия[фр.]
- Сад Труйо[фр.]

### Фонтаны
- Фонтан Дежан[фр.]
- Фонтан Попенкур[фр.]
- Фонтан Шаронн[фр.]
- Фонтан Рокетт[фр.]
- Фонтан Петит-Алль[фр.]

### Другие

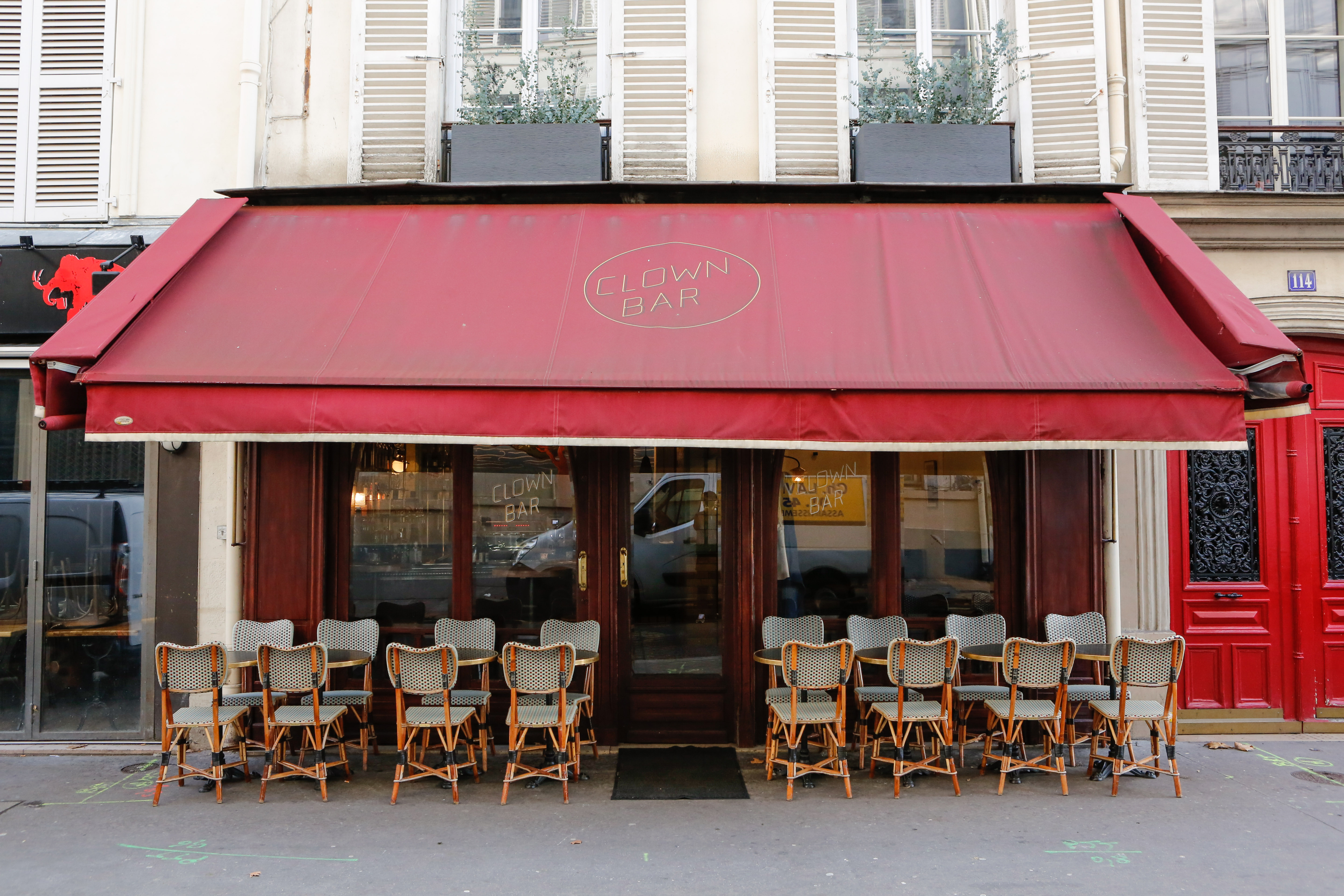
Clown-Bar

- Монумент Республике[фр.]
- Памятник Триумф Республики[фр.]
- Ресторан Clown-Bar[фр.]
- Пекарня-кондитерская Бомарше[фр.]
- Ночной клуб Le Badaboum[фр.]
- Ночной клуб Nouveau Casino[фр.]
- Женский дворец[фр.]
- Здание фаянсовой фабрики Лебница[фр.]
- Двор Золотой звезды[фр.]
- Промышленный двор[фр.]
- Улица Промышленных зданий[фр.]

## Спорт

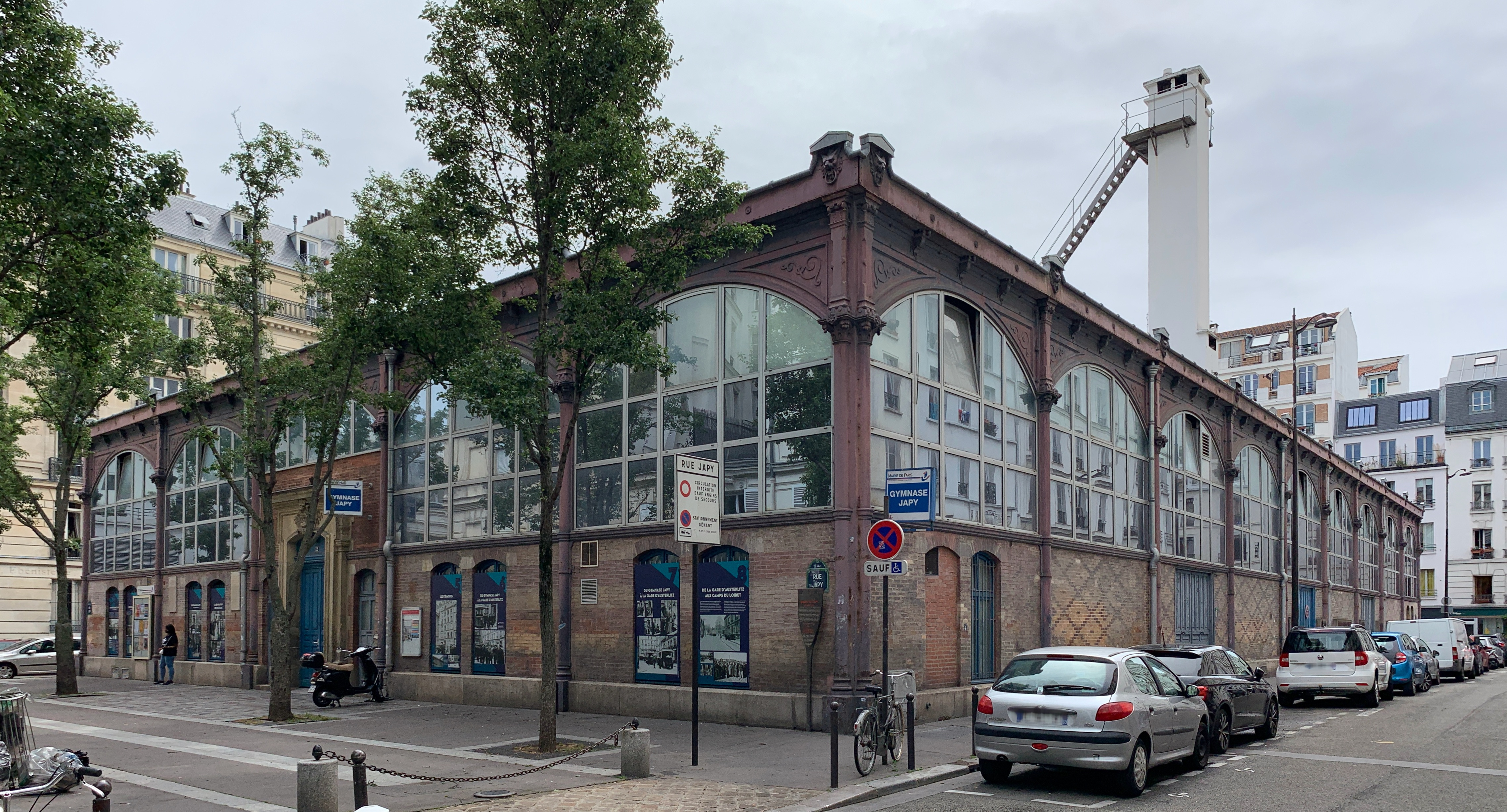
Гимназиум Жапи

- Спортивный зал Гимназиум Жапи[фр.]

## В искусстве
В XI округе Парижа происходили съёмки следующих фильмов и сериалов: «Трапеция» (1956), «Милашки» (1960), «Месть простофиль» (1961), «Фантомас» (1964), «Великолепный» (1973), «Стависки» (1974), «Необходимая самооборона» (1982), «Чао, паяц» (1983), «Неистовый» (1988), «Между ангелом и бесом» (1995), «Перед рассветом» (1995), «В поисках кошки» (1996), «Амели» (2001), «Идентификация Борна» (2002), «Откройте, полиция! 3» (2003), «Не говори никому» (2006), «Агент 117: Каир — шпионское гнездо» (2006), «Париж» (2008), «Маленькие секреты» (2010).